# Chromis sanctaehelenae
Chromis sanctaehelenae é uma espécie de peixe da família Pomacentridae.
É endémica de Santa Helena (território).